# طراحی بدن انسان

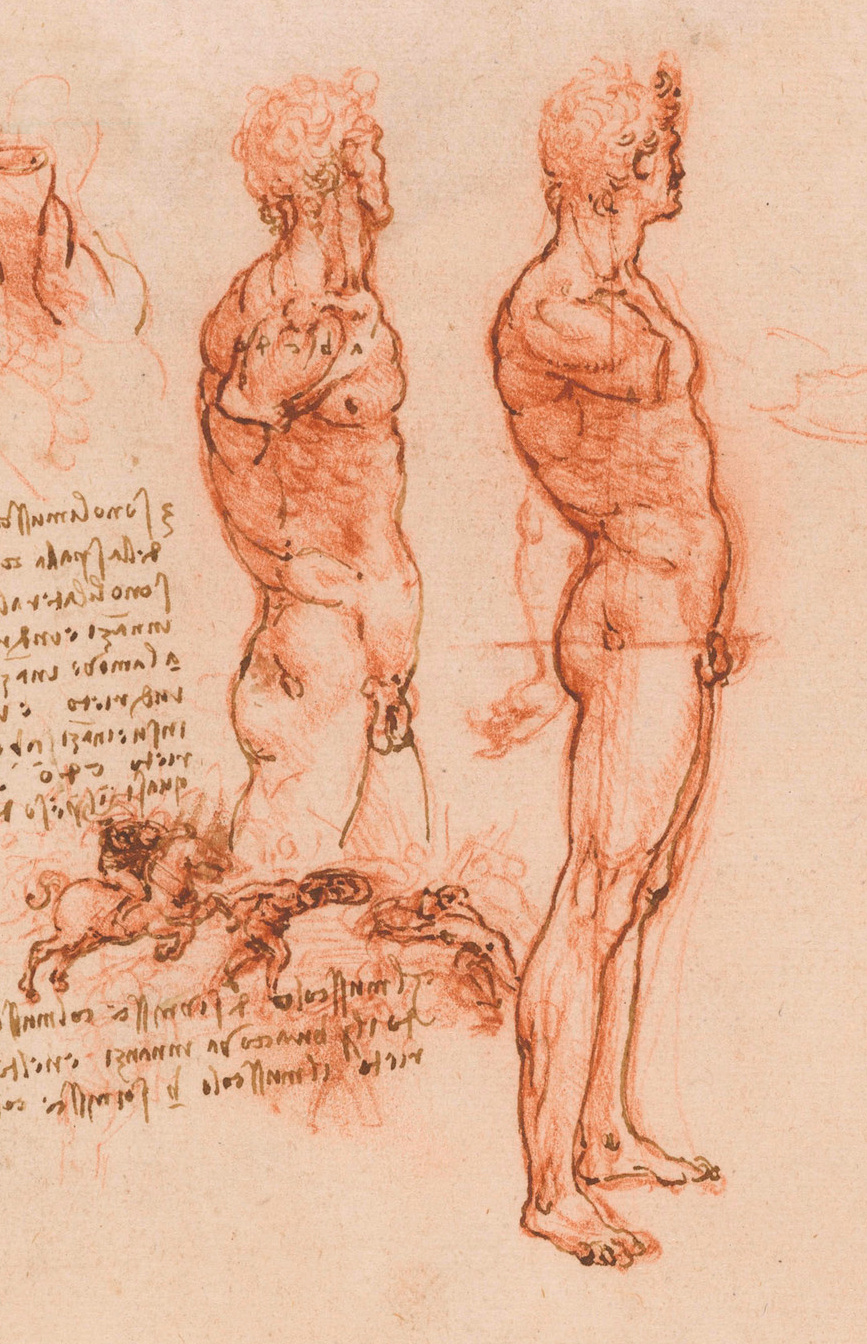
طراحی بدن انسان اثر لئوناردو دا وینچی

طراحی بدن انسان یا طراحی فیگور به طراحی شکل انسان در حالت‌های بدنی مختلف با استفاده از هر ابزار طراحی گفته می‌شود. این واژه ممکن است برای عمل انجام یک طراحی نیز به کار برود. اینکار شامل دامنه‌ی گسترده‌ای از طرح‌های با جزئیات، با خطاها یا یک طرح ساده را شامل می‌شود. یک طراحی زنده (به انگلیسی: life drawing) به طراحی بدن انسان بر پایه مدل زنده گفته می‌شود.

## شناخت فیزیولوژی بدن
ضرورت شناخت فیزیولوژی بدن انسان به افزایش و گسترش دانش ترسیم دقیق اندام‌های بدن منجر شد یکی از نخستین هنرمندان برجسته ای که اقدام به طراحی و ترسیم اندام‌های بدن کرد، لئوناردو داوینچی (۱۵۱۹–۱۴۵۲) ایتالیایی بود. داوینچی متفکری بزرگ بود و در زمینه‌های متعددی از رشته‌های مختلف علوم مطالعه کرد و در پیشرفت ان تأثیر گذار بود. تشریح بدن انسان به او امکان داد تا طرح‌های دقیق از نحوه فعالیت اندام‌های بدن ترسیم کند و در شیوه کار استخوان‌ها و ماهیچه‌ها و نحوه رشد جنین در رحم مادر به اطلاعات با ارزشی دسترسی پیدا کند. طرح‌های دقیق و کامل، به پزشکان این امکان را داد که نتایج حاصل از تشریح بدن را ثبت کنند و یافته‌های خود را در دسترس دانشجویان و سایر پژوهشگران قرار دهند.

## نگارخانه

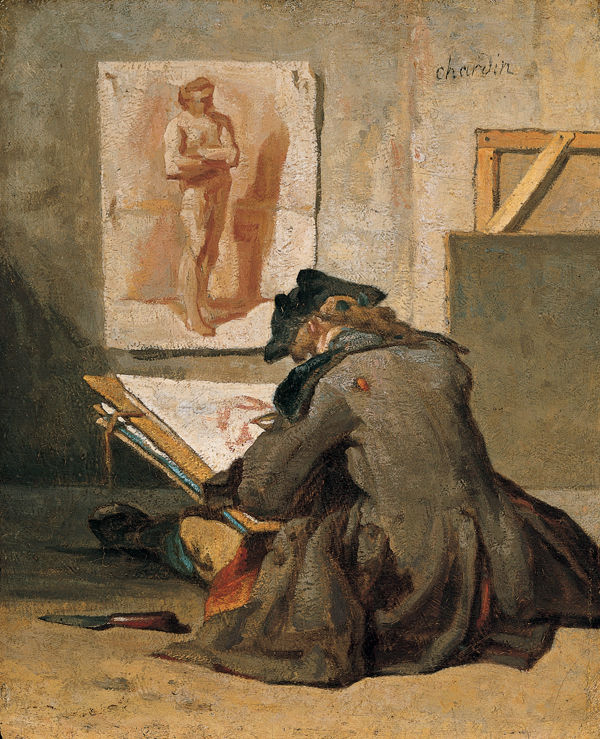
Young Student Drawing, ژان باتیست سیمون شاردن, ح. ۱۷۳۸.
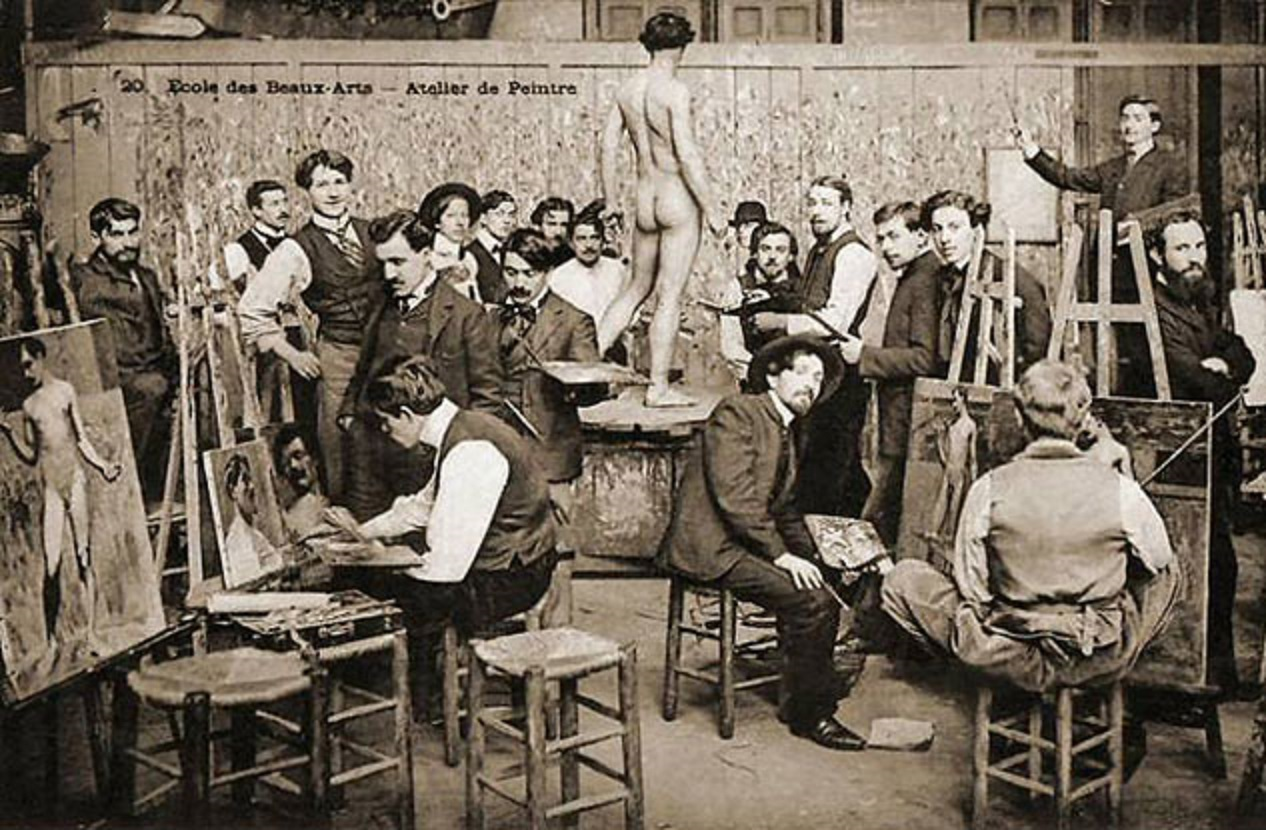
مدرسه هنرهای زیبا.
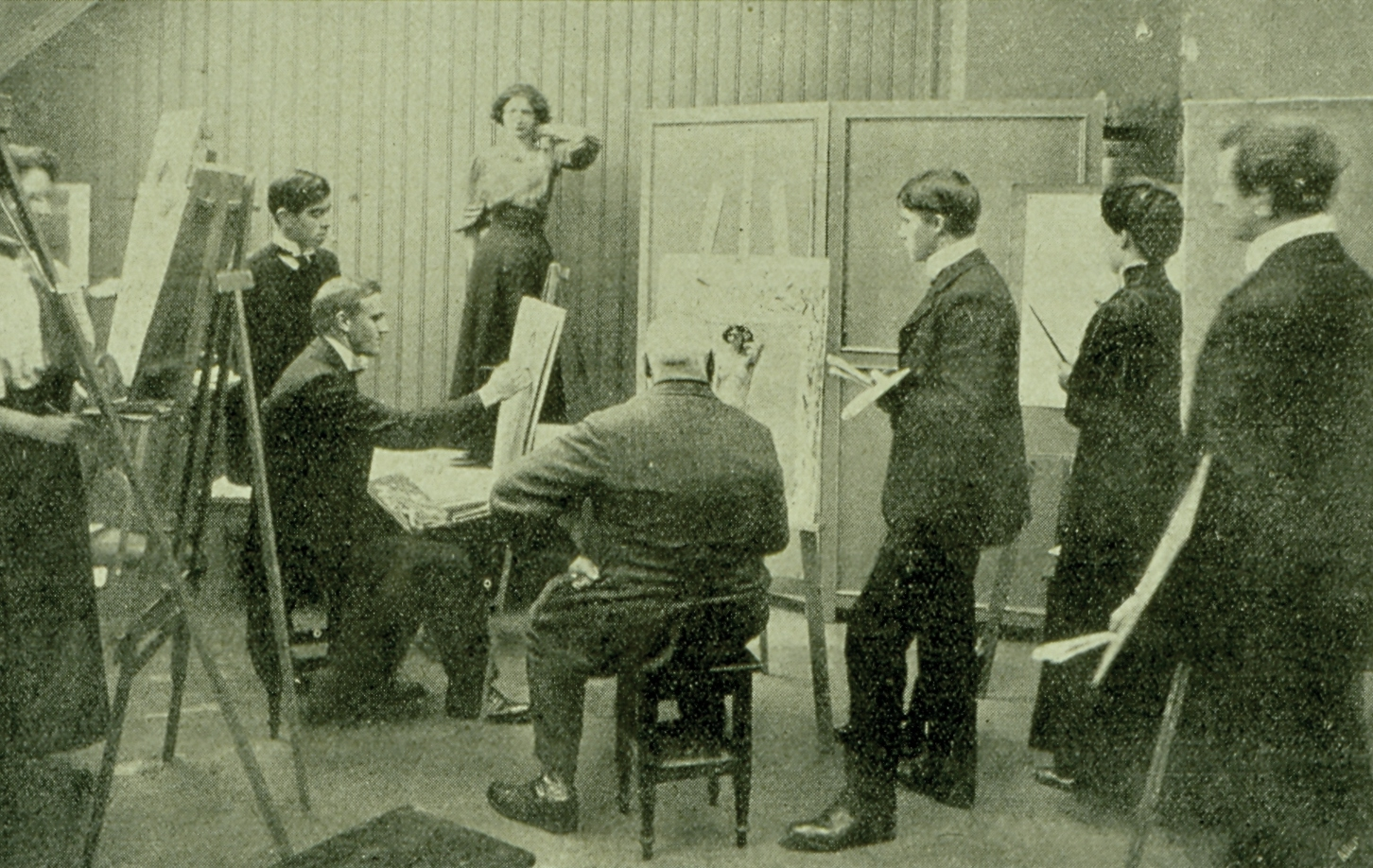
Christian Krohg (1852-1925), seated center, lecturing a class at Statens kunstakademi در اسلو.
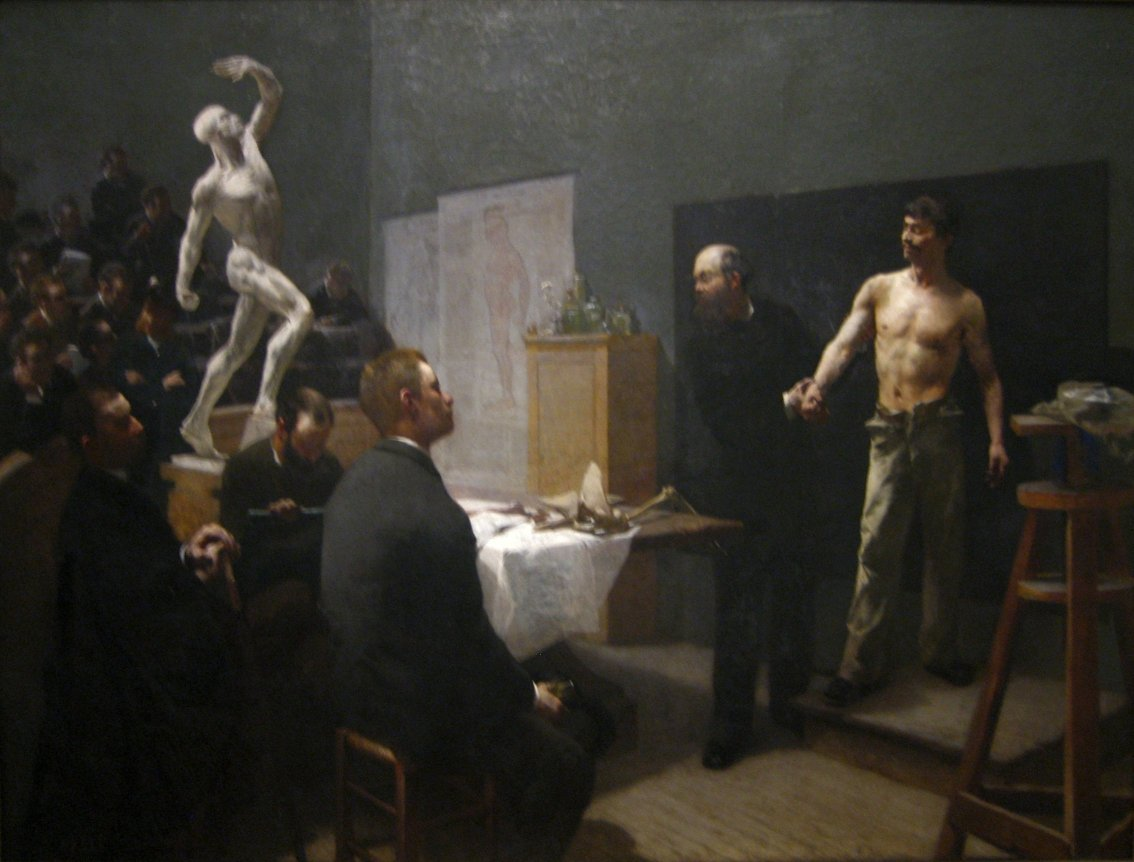
The Anatomy Class در Ecole des Beaux Arts, François Sallé, ۱۸۸۸.
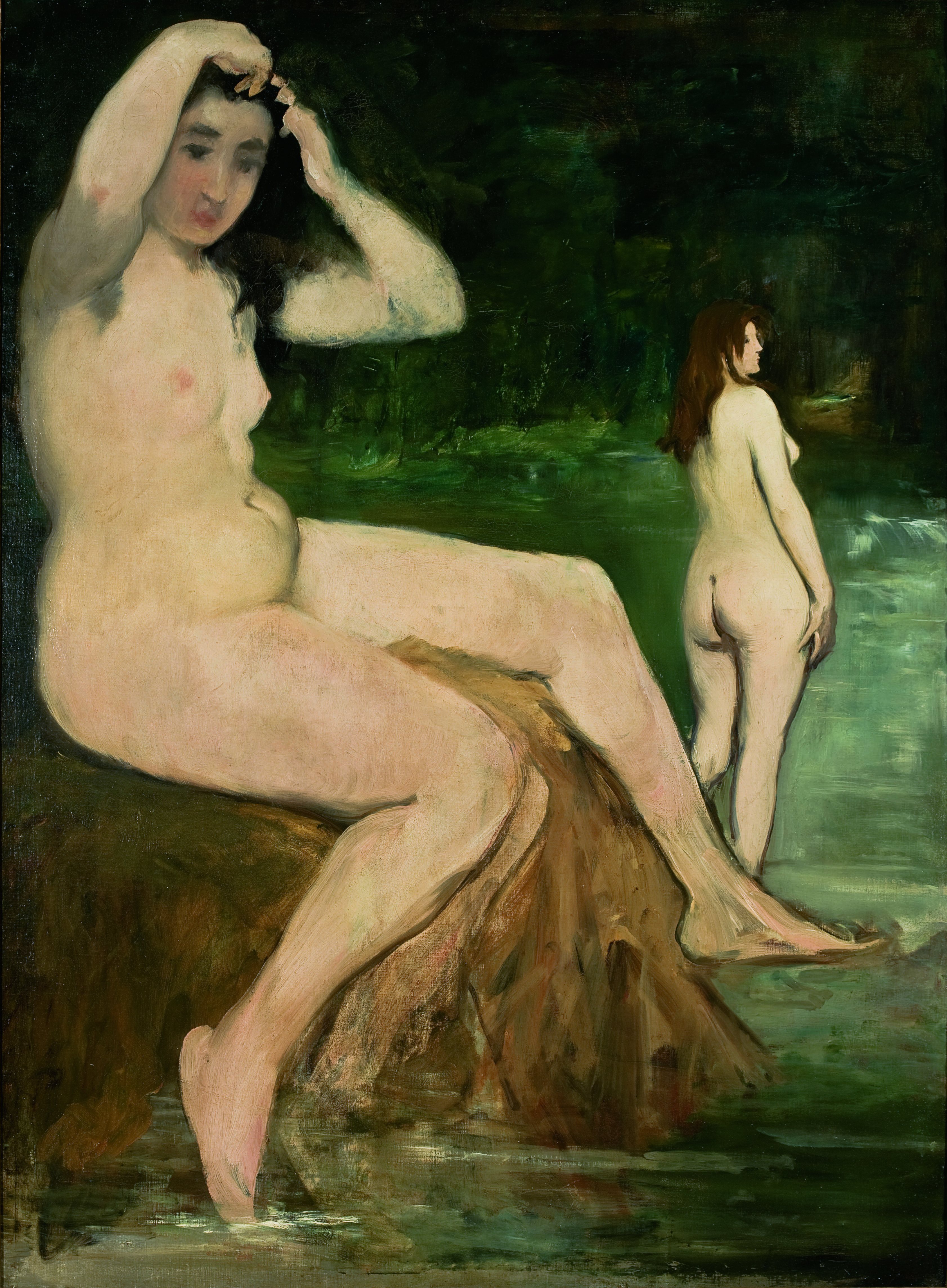
ادوار مانه, Academy, ح. ۱۸۷۵.
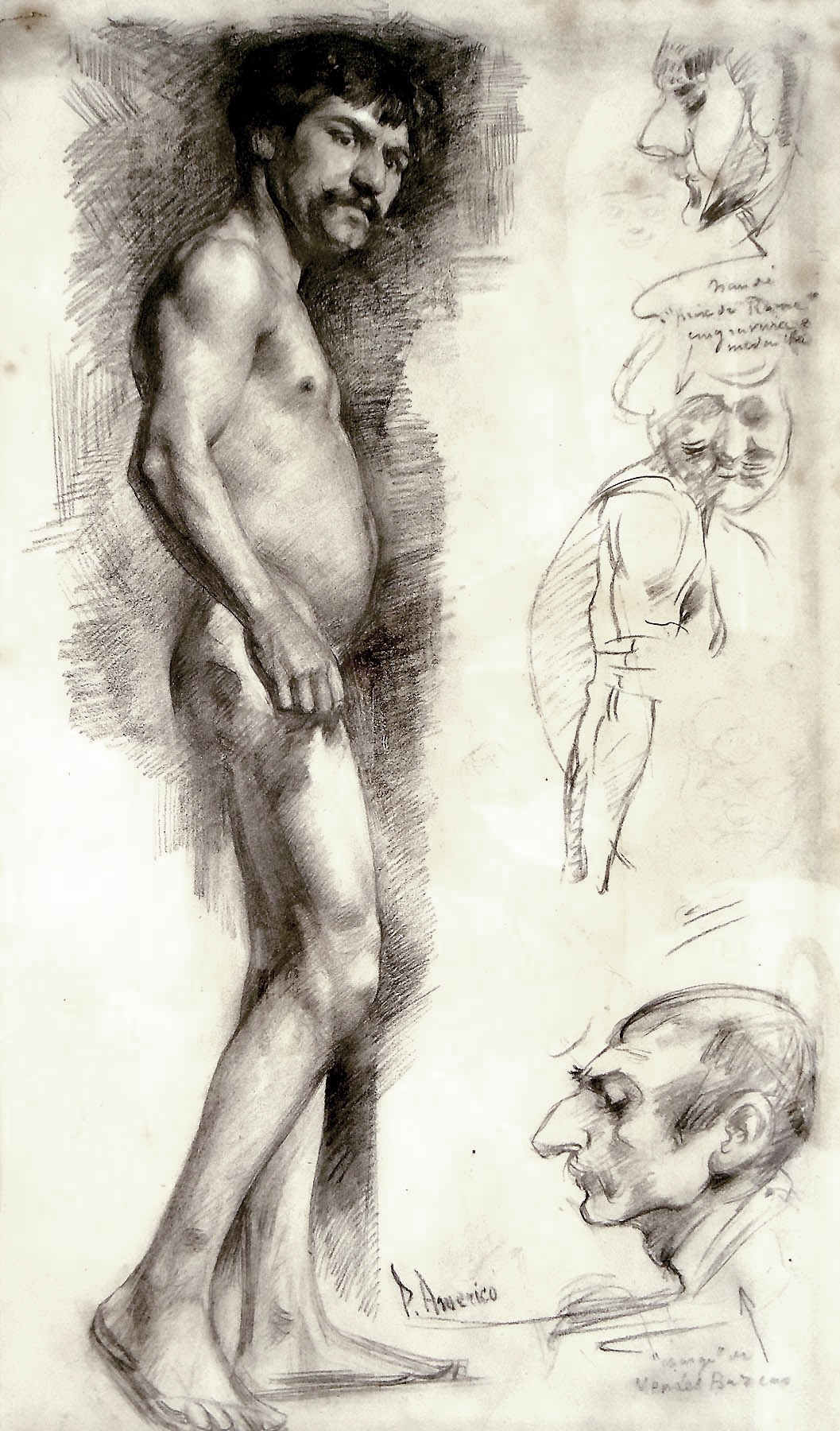
پدرو آمریکو, Academy, ح. ۱۸۷۰.
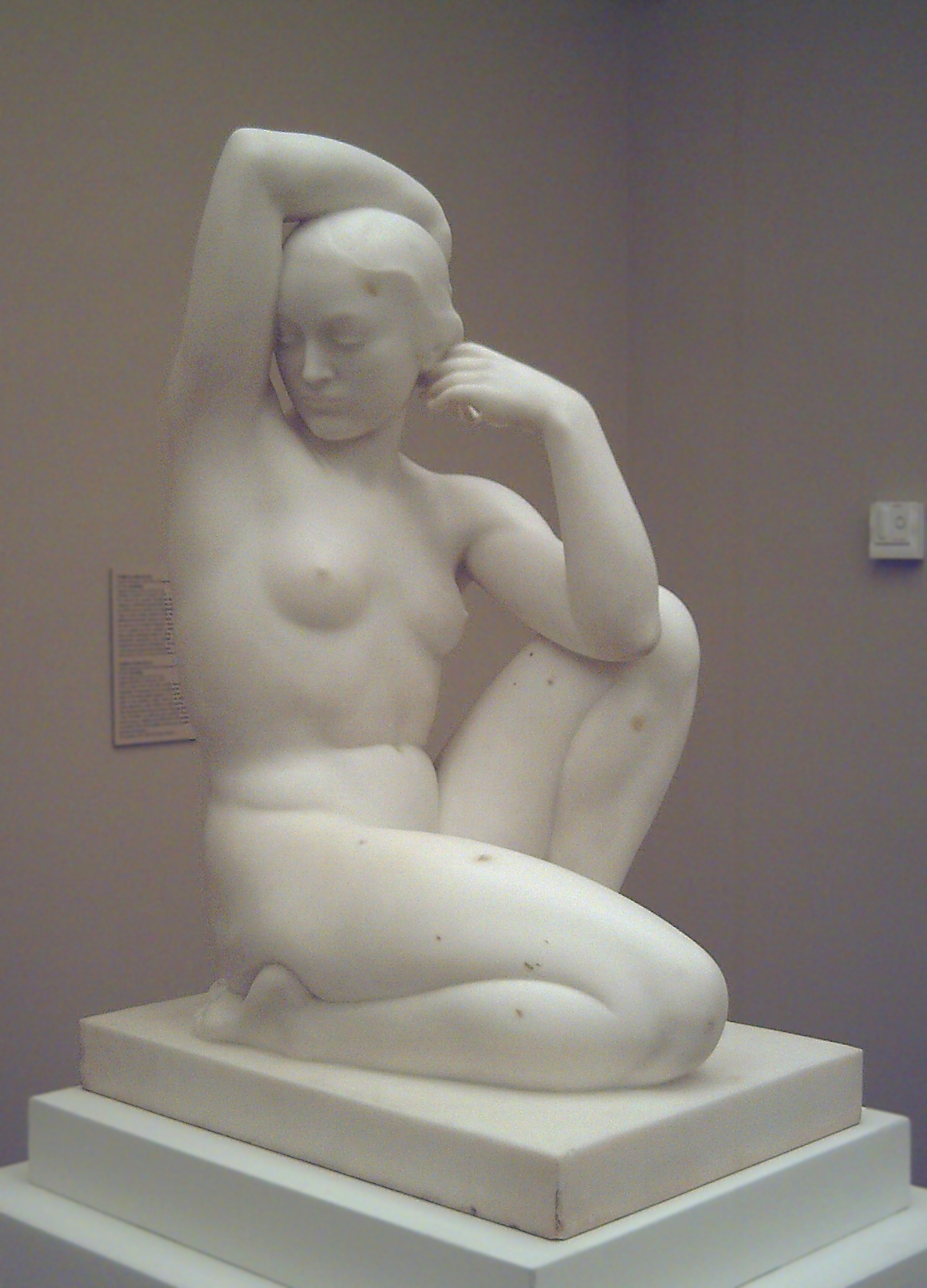
Pablo Gargallo, Academy, ۱۹۳۴.
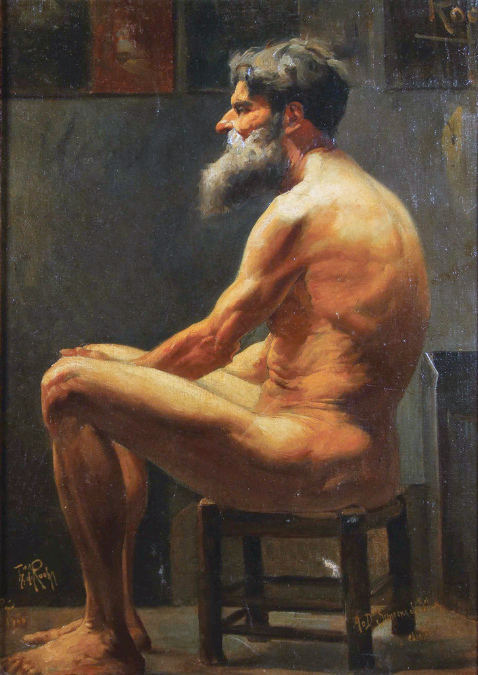
Manuel Teixeira da Rocha (۱۸۶۳-۱۹۴۱) Modelo de Academia.